# Агиос Василиос (дем Лъгадина)
Агиос Василиос, още Айвасил или Свети Васил (на гръцки: Άγιος Βασίλειος), е село в Гърция, част от дем Лъгадина (Лангадас) в област Централна Македония.

## География
Селото е разположено на южния бряг на Лъгадинското езеро (Корония) на 38 km източно от Солун.

## История

### Праистория, Античност и Средновековие
На 5 km западно от селото има праисторическа селищна могила.
В селото има запазена византийска кула, висока 15 метра, строена през XIV век, която вероятно не е служила за защита на селото, а е свързана с доставката на стоки от риболова и селското стопанство, идващи от езерото и околните плодородни райони. Според традицията кулата и селото носят името си от император Василий I Македонец от IX век. Античните сполии в зидарията на кулата, както и многото фрагменти от съдове и цялата лампа, открити около кулата говорят за съществуване на селище още от римската епоха. В селището е проучен и част от палеохристиянски некропол.
Селото е споменато в редица светогорски документи. Езерото в началото на XI век е споменато с античното си име Корония, а в 1162 година в документ на Великата Лавра като Светивасилско езеро (λίμνη του Αγίου Βασιλείου). Селото е споменато и в документи от 1322 и 1335 година на манастира Ксенофонт.

### В Османската империя
След османското завоевание споменаванията му се увеличават. В XV и XVI век Айо Васил е засвидетелствано като християнско село. В османско преброяване от 1694 година Ай Васил е чифлик в нахия Лагада с християнски жители. Айвасил в XVII – XVIII век е сред въглищарските села. При раннохристиянския некропол има кръгла пещ от османско време.
Гробищната църква „Свети Георги“ е от XIX век. Александър Синве („Les Grecs de l’Empire Ottoman. Etude Statistique et Ethnographique“), който се основава на гръцки данни, в 1878 година пише, че в Айос Василиос (Ayos-Vassilios) живеят 240 гърци. В „Етнография на вилаетите Адрианопол, Монастир и Салоника“, издадена в Константинопол в 1878 година и отразяваща статистиката на населението от 1873 година, Ани Васил (Agni-Vasile) е показано като село с 40 домакинства и 178 жители гърци. Към 1900 година според статистиката на Васил Кънчов в Ая Васил живеят 270 гърци. По данни на секретаря на Българската екзархия Димитър Мишев („La Macédoine et sa Population Chrétienne“) в 1905 година в Свети Васил (Sveti-Vassil) има 200 гърци и работи гръцко училище.
В селото са запазени няколко ценни сгради от османската епоха като хамама, северозападно от кулата, магазина на Панделис Куцакис в старата североизточна част на селото между главния път и езерото и къщата на Хараламбос и Милтиадидис Цьолакидис в южната.

### В Гърция
След Междусъюзническата война в 1913 година попада в Гърция. Боривое Милоевич пише в 1921 година („Южна Македония“), че Айвасил (Ајвасил) има 80 къщи гърци. През 20-те години в селото са настанени гърци бежанци. Според преброяването от 1928 година Агиос Василиос е смесено местно-бежанско село със 101 бежански семейства с 355 души. В XX век е изграден новият енорийски храм „Успение Богородично“.